# Élisabeth Marie de Bavière
Élisabeth Marie de Bavière (née le 8 janvier 1874 à Munich et morte le 4 mars 1957 au château de Stiebar, à Gresten, en Autriche) est une princesse de Bavière et, par son mariage en 1893, une comtesse von Seefried auf Buttenheim.

## Biographie

### Famille
Élisabeth Marie de Bavière est la fille aînée du prince Léopold de Bavière (1846-1930) et de l'archiduchesse Gisèle (1856-1932). Par sa mère, elle est le premier petit-enfant du couple impérial autrichien formé par l'impératrice Élisabeth d'Autriche, dite « Sissi », qui devient dès lors grand-mère à l'âge de 36 ans et de l’empereur François-Joseph Ier.

### Mariage et descendance
Élisabeth Marie s'éprend du baron Otto von Seefried auf Buttenheim (né à Bamberg, le 26 septembre 1870 et mort au château de Stiebar le 5 septembre 1951), élevé au rang de comte en 1904 et chef de sa maison en 1902, mais qui n'était pas de sang royal. Elle s'enfuit avec lui afin de pouvoir l'épouser discrètement au consulat allemand de Milan le 19 décembre 1893, puis le lendemain religieusement en la cathédrale San Lorenzo de Lugano,,.
Le couple a cinq enfants .
- Gisela von Seefried auf Buttenheim (née à Troppau, le 4 janvier 1895 et morte au même lieu le 19 janvier 1895) ;
- Elisabeth Marie von Seefried auf Buttenheim (née à Znaïm, Moravie-du-Sud, le 10 juin 1897 et morte à Vienne le 4 août 1975), célibataire ;
- Auguste Maria Gabrielle von Seefried auf Buttenheim (née à Znaïm, Moravie-du-Sud, le 20 juin 1899 et morte à Munich le 21 janvier 1978), épouse en 1919 le prince Adalbert de Bavière (1886-1970), dont deux fils ;
- Marie Valerie von Seefried auf Buttenheim (née à Znaïm, Moravie-du-Sud, le 20 août 1901 et morte à Vancouver, Colombie-Britannique, le 23 mars 1972), épouse en premières noces, en 1926, Rudolf baron von Stengel (1899-1969), divorcés en 1931, dont un fils ; puis elle épouse en secondes noces, en 1933 Wilhelm Otto von Riedemann (1903-1940), dont deux filles ;
- Franz-Joseph Otto Maria von Seefried auf Buttenheim (né à Ružomberok, le 29 juillet 1904 et mort à Madrid le 15 mai 1969), marié à Francfort-sur-le-Main, le 9 août 1941 avec Gabriele Lilly Hertha von Schnitzler (née à Munich le 3 novembre 1919), dont quatre enfants :
  - Franz Georg von Seefried auf Buttenheim (né à Francfort-sur-le-Main le 15 avril 1942), chef de sa maison à la mort de son père en 1969, sans alliance ;
  - Ferdinand Karl Otto von Seefried auf Buttenheim (né à Madrid le 13 novembre 1944), épouse en 1973 Monique Brouillet (née en 1950), dont trois enfants ;
  - Isabel Valerie von Seefried auf Buttenheim (née à Madrid le 13 novembre 1949), épouse en 1971 Martin comte Hoyos (né en 1947), dont trois enfants ;
  - Johannes Stefan Hubert Franz Maria von Seefried auf Buttenheim (né à Vienne le 3 août 1958), célibataire.

## Honneurs
Élisabeth Marie de Bavière est :
- Dame noble de l'ordre de la Croix étoilée, Autriche-Hongrie ;
- Dame d'honneur de l'ordre de Thérèse (Royaume de Bavière) ;
- Dame de l'ordre de Sainte-Élisabeth (Royaume de Bavière).